# Kipleigh Brown
Kipleigh Brown (* vor 1994 in Chicago, Illinois) ist eine US-amerikanische Schauspielerin und Komödiantin. 2008 gewann sie auf dem ShockerFest den Fantasy Genre Award als beste Schauspielerin für ihre Rolle im Science-Fiction-noir-Film Yesterday Was a Lie.

## Leben
Brown studierte am The Second City, am Steppenwolf Theatre und an der Illinois School for the Arts. Rund um Chicago spielte sie in einer Reihe von Theaterstücken. Ebenso ist sie für ihre Auftritte in der sketch-comedy-show Top Story! Weekly am I.O. West Theater in Los Angeles bekannt.
2002 spielte sie ihre erste Filmrolle Heather in Davidson Coles Design. Weitere Filmauftritte hatte sie als Doris in der Komödie Living with Uncle Ray (2006), als Hoyle in James Kerwins Yesterday Was a Lie aus dem Jahr 2008, wofür sie im selben Jahr eine Nominierung als beste Schauspielerin für den Fantasy Genre Award des ShockerFests bekam und als Abigail Mayflower in Greg Shouses Komödie Low Rollers (2009). Auch hatte sie Gastauftritte in verschiedenen Fernsehserien, wie etwa in Star Trek: Enterprise (2004). Seit 2014 verkörpert sie die Smith in der Fanserie Star Trek Continues.
Ihre Schwester Alisa Steady ist Künstlerin und Illustratorin.

## Filmografie (Auswahl)
- 1994: The Magic Door (Fernsehserie, eine Folge)
- 1996: Beyond the Magic Door (Fernsehserie, eine Folge)
- 2002: Design
- 2004: Star Trek: Enterprise (Fernsehserie, eine Folge)
- 2005: Hotel Zack & Cody (The Suite Life of Zack & Cody, Fernsehserie, eine Folge)
- 2006: Living with Uncle Ray
- 2006: Relative Strangers (Auftritt nicht in der Endfassung)
- 2008: Yesterday Was a Lie
- 2009: Low Rollers
- 2011: Yesterday Was a Lie (Fernsehserie, eine Folge)
- 2011: Second City This Week (Fernsehserie, eine Folge)
- 2013: R.U.R.: Genesis (Kurzfilm)
- 2014: Rise of the Kitchen Appliances (Kurzfilm)
- 2014–2017: Star Trek Continues (Webserie, 8 Folgen)

## Auszeichnungen
- 2008: Fantasy Genre Award auf dem ShockerFest als beste Schauspielerin für Yesterday Was a Lie
- 2014: Geekie Award in der Kategorie beste Webserie für Star Trek Continues (geteilt mit Vic Mignogna, James Kerwin, Grant Imahara und Michele Specht)
- 2017: Auszeichnung auf dem Burbank International Film Festival in der Kategorie „Best New Media“ für Star Trek Continues (geteilt mit James Kerwin, Vic Mignogna und Lisa Hansell)
- 2018: Treklanta Independent Star Trek Fan Film Award in der Kategorie „Best Original Story or Screenplay“ für What Ships Are For (geteilt mit James Kerwin und Vic Mignogna)